# Носко, Николай Алексеевич
Николай Алексеевич Носко (род. 1929) — советский и украинский учёный, доктор педагогических наук (2003), профессор (2004); действительный член Национальной академии педагогических наук Украины (НАПНУ, 2016).
Автор более 350 научных работ, включая монографии, учебники и учебные пособия. Его научные исследования относятся к теории методики физического воспитания и спорта, а также к биомеханике физического воспитания и спорта.

## Биография
Родился 23 сентября 1953 года в городе Курахово Донецкой области Украинской ССР.
В 1971 году окончил Кураховскую среднюю школу № 2. В 1975 году с отличием окончил Черниговский государственный педагогический институт имени (ЧГПИ, в настоящее время Национальный университет «Черниговский коллегиум» имени Т. Г. Шевченко), факультет физического воспитания. По распределению работал учителем и организатором внеклассной работы в Андрусовской средней школе Черниговской области. В 1976 году стал старшим лаборантом и ассистентом кафедры физического воспитания родного вуза.
В 1978—1983 годах Николай Носко служил в Советской армии, находился в Группе советских войск в Германии, где был оставлен работать командиром спортивной роты Спортивного клуба армии. После демобилизации, с 1983 года — ассистент кафедры теории и методики физического воспитания Черниговского государственного педагогического института. В 1986 году он защитил в Киевском государственном институте физической культуры кандидатскую диссертацию на тему «Формирование навыков ударных движений у волейболистов различных возрастных групп». и с этого же года работал доцентом кафедры теории и методики физического воспитания. Одновременно с 1988 года являлся президентом черниговского волейбольного клуба «Буревестник» и в 1989—1992 годах исполнял обязанности ответственного члена приемной комиссии ЧГПИ.
После распада СССР продолжил работу на Украине и в 1997—2005 годах работал в должности проректора по воспитательной, методической и социально-психологической работе Черниговского национального педагогического университета. В 2003 году защитил докторскую диссертацию на тему «Теоретичні та методичні основи формування рухових функцій у молоді під час занять фізичною культурою та спортом» и в 2004 году стал профессором кафедры педагогики, психологии и методики физического воспитания. В 2005 году Министерством образования и науки Украины был утверждён на должность ректора ЧНПУ. В 2010 году Н. А. Носко стал членом-корреспондентом Национальной академии педагогических наук Украины, а в 2016 году — её действительным членом.
Занимаясь общественной деятельностью, является депутатом городского совета Чернигова.
Удостоен званий «Отличник образования Украины» (1998) и «Заслуженный деятель науки и техники Украины» (2016); награждён медалями «К. Д. Ушинскоий» (2006) и «Григорий Сковорода» (2013), а также знаком «За научные и образовательные достижения» (2015); Почётный профессор Переяслав-Хмельницкого государственного педагогического университета имени Г. С. Сковороды (2016).